# 水蛙潭
水蛙潭，臺灣話口語上稱為水雞潭，是臺灣高雄市田寮區、燕巢區交界地帶的一個傳統地域名稱，位於田寮區南部東側、燕巢區北部。相較於今日行政區，其範圍大致包括田寮區的七星里不含中部偏東至北部邊界地帶，以及燕巢區的尖山里。
本地區境內主要聚落為水蛙潭、南勢湖、過鞍仔（東）、大埔仔、尖山、過鞍仔（西）、和尚，設有燕巢國小尖山分校。

## 歷史
台灣日治初期，水蛙潭地區為一街庄，稱為「水蛙潭庄」（舊制街庄），隸屬於嘉祥內里。該庄昔日北與牛稠埔庄、田藔庄為鄰，東與磱碡坑庄為鄰，南邊東段隔陸界及阿公店溪支流濁水溪與千秋藔庄為界，南邊中至西段隔濁水溪與援巢中庄、竹仔腳庄為界，西邊隔阿公店溪主流上游與拕仔庄為界。
1901年（日治明治三十四年）11月11日，全台廢縣廳改設二十廳，該庄隸屬於蕃薯藔廳。1904年（明治三十七年）2月16日，該庄編入「田藔區」，隸屬於蕃薯藔廳。1909年（明治四十二年）10月25日，全台合併二十廳為十二廳，田藔區改隸屬於阿緱廳。1920年（大正九年）10月1日，全台地方制度大改正，廢十二廳改設五州二廳，該庄改制為「水蛙潭」大字，隸屬於高雄州旗山郡田寮庄（新制街庄）。1932年（昭和七年）12月1日，田寮庄改隸屬於岡山郡。
戰後田寮庄改制為田寮鄉，隸屬於高雄縣，大字亦改制為村。1950年（民國39年）10月1日，高、屏分治，田寮鄉仍隸屬於高雄縣。1952年（民國41年），本地區拆分為二，西南半部改隸屬於燕巢鄉。2010年（民國99年）12月25日，高雄縣、市合併為直轄高雄市，田寮鄉、燕巢鄉改制為田寮區、燕巢區，村亦改制為里。

## 聚落
本地區發展較早的聚落為水蛙潭、南勢湖、過鞍仔（東）、崁仔腳（已消失）、大埔仔、尖山、過鞍仔（西）、和尚，在日治初期的官方地圖上已有記載。

## 交通
國道3號又稱「福爾摩沙高速公路」，是貫穿臺灣西部的兩條縱向高速公路之一，經過本地區東北部邊界地帶。最近的交流道在北側為省道台28線交會處的田寮交流道；在南側為國道10號交會處的燕巢系統交流道，多利用國道10號的交流道進出，包括在其西側省道台22線旁的燕巢交流道，以及在其東側省道台29線交會處的嶺口交流道（東出西入）。由此等可快速前往國道3號沿線各地。
區道高14線是嘉興至水蛙潭的道路，其東側端點（終點）位於本地區東部的區道高38線路口。
區道高29-1線是西燕至新興的道路，其北側端點（終點）位於本地區北部邊界的新興橋。
區道高38線是燕巢至大坪頂的道路，經過本地區的過鞍仔、水蛙潭等聚落。
區道高41線是田草寮至中寮的道路，其南側端點（終點）位於本地區東部邊界地帶中央。

## 學校
燕巢區
- 燕巢國小尖山分校

## 公務機關
田寮區
- 高雄市政府警察局湖內分局蛙潭派出所
- 高雄市政府消防局第五大隊田寮消防分隊

## 水利設施
燕巢區
- 阿公店水庫（部分水域）